# Notoxus slipinskii
Notoxus slipinskii es una especie de coleóptero de la familia Anthicidae.

## Distribución geográfica
Habita en Zambia.